# Trachusa concava
Trachusa concava là một loài Hymenoptera trong họ Megachilidae. Loài này được Wu mô tả khoa học năm 1962.